# Onça (volume)
A onça líquida ou onça fluida (fl oz por sua abreviatura no inglês) é uma unidade de medida de volume utilizada frequentemente nos países anglo-saxões para indicar o conteúdo de alguns recipientes, como embalagens de líquidos ou mamadeiras.
Também é a unidade de medida utilizada pelos barman para a elaboração de coqueteis. A onça líquida britânica é igual a 28,4130625 ml, e a onça líquida americana é igual a 29,5735295625 ml.
É normal encontrar produtos no mercado brasileiro com valores não arredondados, como 473 ml ou 237 ml devido ao maquinário e padronização dos produtos adaptados para o uso da onça líquida.

## Onça líquida imperial ou britânica
Uma onça líquida imperial equivale a:
- 0,00017857142857143 barris imperiais
- 0,00625 galões imperiais
- 0,025 quartos imperiais
- 0,05 pintos imperiais
- 0,2 gills imperiais
- 8 dracmas líquidos imperiais
- 24 escrópulos líquidos
- 480 minims imperiais

## Onça líquida americana
Uma onça líquida americana equivale a:
- 0,0001860119047619 barris estadunidenses
- 0,0078125 galões estadunidenses
- 0,03125 quartos estadunidenses
- 0,0625 pintos estadunidenses
- 0,25 gills estadunidenses
- 8 dracmas líquidos estadunidenses
- 480 minims estadunidenses